# 1855 a vasúti közlekedésben
Ez a szócikk a 1855-ben történt vasúti eseményeket mutatja be.

## Események a világban
- az év folyamán – Megnyílik a panamai vasútvonal.[1]

## Események Magyarországon
- december 24. – Elkészül a Győr és Királyhida (ma Bruck a. d. Leitha; Ausztria) közötti vasútvonal.